# تیری در تاریکی (فیلم ۱۹۳۳)
تیری در تاریکی (انگلیسی: A Shot in the Dark)، فیلمی معمایی به کارگردانی جورج پیرسون و با بازی جک هاوکینز و مارگارت یارد، محصول ۱۹۳۳ بریتانیا است.
وقتی پیرمرد ثروتمندی ناگهان می‌میرد، کشیش محلی به چیزهایی مشکوک می‌شود و شروع به تحقیق می‌کند.